# 威宁王
威宁王，中国古代封爵之一。

## 元朝
为元朝诸王第六等级封号之一，为龟纽银印王。
- 脱火赤，延祐二年（1315年）十月丁丑，封为威宁郡王。
- 星吉，至正十二年（1352年）追封。